# Mistrzostwa Europy w Lekkoatletyce 2012 – rzut dyskiem mężczyzn
Rzut dyskiem mężczyzn – jedna z konkurencji rozegranych podczas lekkoatletycznych mistrzostw Europy na Helsingin Olympiastadion w Helsinkach.
Trzecie miejsce zajął Węgier Zoltán Kővágó, odebrano mu jednak brązowy medal, ponieważ odmówił poddania się badaniu antydopingowemu.

## Terminarz
| Data       | Godzina |            |
| ---------- | ------- | ---------- |
| 29 czerwca | 09:00   | Eliminacje |
| 30 czerwca | 16:00   | Finał      |

## Przebieg zawodów

### Eliminacje
| Poz. | Grupa | Zawodnik              | Reprezentacja   | #1    | #2    | #3    | Rezultat | Uwagi |
| ---- | ----- | --------------------- | --------------- | ----- | ----- | ----- | -------- | ----- |
| 1    | B     | Mario Pestano         | Hiszpania       | 62.56 | 66.27 |       | 66.27    | Q, SB |
| 2    | A     | Robert Harting        | Niemcy          | 64.88 | 65.49 | –     | 65.49    | q     |
| 3    | B     | Erik Cadée            | Holandia        | 65.09 | –     | –     | 65.09    | q     |
| 4    | B     | Lawrence Okoye        | Wielka Brytania | 60.31 | 64.86 | –     | 64.86    | q     |
| 5    | A     | Gerd Kanter           | Estonia         | 59.08 | 63.71 | 64.85 | 64.85    | q     |
| 6    | A     | Frank Casañas         | Hiszpania       | x     | 64.50 | 62.27 | 64.50    | q     |
| 7    | A     | Robert Urbanek        | Polska          | 60.72 | 64.07 | 61.18 | 64.07    | q     |
| 8    | A     | Rutger Smith          | Holandia        | 63.75 | –     | –     | 63.75    | q     |
| 9    | B     | Markus Münch          | Niemcy          | 61.44 | 60.95 | 62.83 | 62.83    | q     |
| 10   | B     | Ercüment Olgundeniz   | Turcja          | 62.82 | x     | x     | 62.82    | q     |
| 11   | A     | Gerhard Mayer         | Austria         | 60.32 | 62.35 | 60.20 | 62.35    | q     |
| 12   | B     | Przemysław Czajkowski | Polska          | 61.90 | 62.22 | 60.22 | 62.22    |       |
| 13   | A     | Apostolos Parelis     | Cypr            | 59.80 | 61.37 | 61.79 | 61.79    |       |
| 14   | A     | Martin Wierig         | Niemcy          | 58.08 | 61.34 | x     | 61.34    |       |
| 15   | A     | Mykyta Nesterenko     | Ukraina         | 61.01 | 60.64 | 61.21 | 61.21    |       |
| 16   | B     | Märt Israel           | Estonia         | x     | 60.59 | 58.31 | 60.59    |       |
| 17   | A     | Leif Arrhenius        | Szwecja         | 58.99 | 59.02 | 60.49 | 60.49    |       |
| 18   | B     | Danijel Furtula       | Czarnogóra      | x     | 60.18 | x     | 60.18    |       |
| 19   | B     | Mikko Kyyrö           | Finlandia       | 60.16 | x     | x     | 60.16    |       |
| 20   | B     | Gaute Myklebust       | Norwegia        | 58.16 | 59.90 | 58.59 | 59.90    |       |
| 21   | B     | Niklas Arrhenius      | Szwecja         | 58.26 | x     | 59.02 | 59.02    |       |
| 22   | A     | Brett Morse           | Wielka Brytania | x     | x     | 58.71 | 58.71    |       |
| 23   | A     | Abdul Buhari          | Wielka Brytania | 58.57 | x     | x     | 58.57    |       |
| 24   | B     | Oskars Vaisjūns       | Łotwa           | 57.05 | 56.06 | 58.34 | 58.34    |       |
| 25   | A     | Giovanni Faloci       | Włochy          | 57.31 | 57.67 | 55.12 | 57.67    |       |
| 26   | B     | Nikolay Sedyuk        | Rosja           | 55.71 | x     | 57.08 | 57.08    |       |
| 27   | A     | Yeóryios Trémos       | Grecja          | 56.94 | x     | x     | 56.94    |       |
| 28   | B     | Sergiu Ursu           | Rumunia         | 56.85 | x     | x     | 56.85    |       |
| 29   | A     | Andrius Gudžius       | Litwa           | x     | 55.80 | x     | 55.80    |       |
|      | B     | Roland Varga          | Chorwacja       | x     | x     | x     | NM       |       |
| DQ   | B     | Zoltán Kővágó         | Węgry           | 63.62 | x     | 65.99 | 65.99    | q     |

### Finał
| Poz. | Imię i nazwisko     | Narodowość      | 1     | 2     | 3     | 4     | 5     | 6     | Rezultat | Uwagi |
| ---- | ------------------- | --------------- | ----- | ----- | ----- | ----- | ----- | ----- | -------- | ----- |
|      | Robert Harting      | Niemcy          | 63,02 | 65,80 | x     | 68,30 | –     | 67,07 | 68,30    |       |
|      | Gerd Kanter         | Estonia         | 65,11 | x     | 64,32 | 64,44 | 66,53 | 65,47 | 66,53    |       |
|      | Rutger Smith        | Holandia        | x     | 61,51 | 61,71 | 63,97 | x     | 64,02 | 64,02    |       |
| 4    | Mario Pestano       | Hiszpania       | 60,51 | 62,26 | 62,05 | 63,87 | x     | x     | 63,87    |       |
| 5    | Frank Casañas       | Hiszpania       | 62,29 | 63,60 | x     | 61,03 | x     | 60,69 | 63,60    |       |
| 6    | Robert Urbanek      | Polska          | 61,96 | 62,99 | 61,14 | 61,84 | 60,44 | x     | 62,99    |       |
| 7    | Gerhard Mayer       | Austria         | 62,85 | 61,27 | 57,11 | x     | x     | 60,58 | 62,85    |       |
| 8    | Markus Münch        | Niemcy          | 60,27 | 61,25 | x     |       |       |       | 61,25    |       |
| 9    | Ercüment Olgundeniz | Turcja          | 60,92 | x     | x     |       |       |       | 60,92    |       |
| 10   | Erik Cadée          | Holandia        | x     | 60,49 | 60,58 |       |       |       | 60,58    |       |
| 11   | Lawrence Okoye      | Wielka Brytania | 55,99 | 60,09 | 57,00 |       |       |       | 60,09    |       |
| DQ   | Zoltán Kővágó       | Węgry           | 65,45 | 62,07 | x     | 63,77 | 63,66 | 66,42 | 66,42    |       |